# Raz-de-marée de la Sainte-Ursule en 1468
L'inondation est survenu en 1468 aux Pays-Bas.